# Antoine Béchamp
Pierre Jacques Antoine Béchamp (16. října 1816, Bassing – 31. březen 1908, Paříž ) byl francouzský biolog, chemik, fyzik, lékař a farmaceut.

## Život a výzkum
Antoine Béchamp se narodil ve vesnici Bassing v kraji Moselle na severovýchodě Francie. Už od dětství byl velmi zvídavý, zajímal se o přírodu. Jeho nejvýznamnějším výzkumem bylo desetileté zkoumání malých kulových zrníček uvnitř buněk, které pojmenoval mikrozymy. Zjistil, že tato zrníčka hrají důležitou roli v kvasných procesech a při vzniku nemocí. Roku 1866 posílá výsledky svého bádání na Francouzskou akademii věd. Zde se k nim dostává Louis Pasteur a potom na jejich základě sestaví vlastní teorii, kterou nakonec prosadí. Ne příliš společenský a ostýchavý Béchamp se tak dostává do Pasteurova stínu.